# 황금나침반 (드라마)
《황금나침반》(영어: His Dark Materials)은 BBC와 HBO에서 2019년부터 방영된 영국의 판타지 모험 드라마이다. 영화로도 제작되었던 필립 풀먼의 동명 소설 시리즈를 원작으로 한다.

## 출연진

### 주연
- 다프네 킨 - 라이라 벨라쿼
- 루스 윌슨 - 머리사 콜터
- 앤마리 더프 - 마 코스타
- 클라크 피터스 - 학장
- 제임스 코스모 - 파더 코럼
- 아리욘 바카레 - 카를로 보레알 경
- 윌 킨 - 맥페일 신부
- 루시언 므사마티 - 존 파
- 게리 루이스 - 토니 코스타
- 루인 로이드 - 로저 파슬로
- 대니얼 프로그슨 - 토니 코스타
- 제임스 매커보이 - 아스리엘 벨라쿼 경
- 조지나 캠벨 - 아델 스타민스터
- 린마누엘 미란다 - 리 스코어즈비
- 루타 게드민터스 - 세러피나 페칼라
- 리아 윌리엄스 - 쿠퍼 박사
- 아미르 윌슨 - 윌 패리
- 니나 소사냐 - 일레인 패리

### 조연
- 사이먼 마뇬다 - 벤저민 더라이터
- 제프 벨 - 잭 버호븐
- 타일러 하우잇 - 빌리 코스타
- 맷 프레이저 - 레이먼드 밴제릿
- 데이비드 랭엄 - 개릿 신부
- 로버트 엠스 - 토머스
- 모르비드 클라크 - 클라라 수녀
- 프랭크 버크 - 프라 파벨
- 제이미 윌크스 - 창백한 남자
- 조 탠드버그 - 이오레크 버니슨

### 단역
- 이언 겔더 - 찰스
- 패트릭 고드프리 - 버틀러
- 리처드 커닝엄 - 채플린
- 나빌 엘루아하비 - 빛나는 눈의 사나이
- 해리 멜링 - 시셀만
- 오미드 잘릴리 - 마틴 란셀리우스 박사
- 레이 피어슨 - 핸웨이 씨
- 앤드루 스콧 - 존 패리 대령

### 목소리 출연
- 헬렌 매크로리 - 스텔마리아 역
- 킷 코너 - 판탈라이몬 역
- 엘로이스 리틀 - 살실리아 역
- 피비 스콜필드 - 얼리샤 역
- 리비 로들리프 - 류바 역
- 크리스텔라 알론조 - 헤스터 역
- 데이비드 수셰이 - 카이사 역
- 피터 세러피너위치 - 이오부르 바크니슨